# Palmas (kommun i Brasilien, Paraná, lat -26,41, long -51,82)
Palmas är en kommun i Brasilien.   Den ligger i delstaten Paraná, i den södra delen av landet, 1 200 km söder om huvudstaden Brasília. Antalet invånare är 42 887.
Följande samhällen finns i Palmas:
- Palmas

I omgivningarna runt Palmas växer i huvudsak städsegrön lövskog. Runt Palmas är det glesbefolkat, med 15 invånare per kvadratkilometer.